# Maria Timpanaro Cardini
Maria Timpanaro Cardini, nata Maria Cardini (Arezzo, 24 agosto 1890 – Firenze, 1978), è stata una filologa italiana, che si è occupata in particolare di storia della filosofia antica e di storia della scienza.
Era la madre del filologo classico Sebastiano Timpanaro.

## Biografia

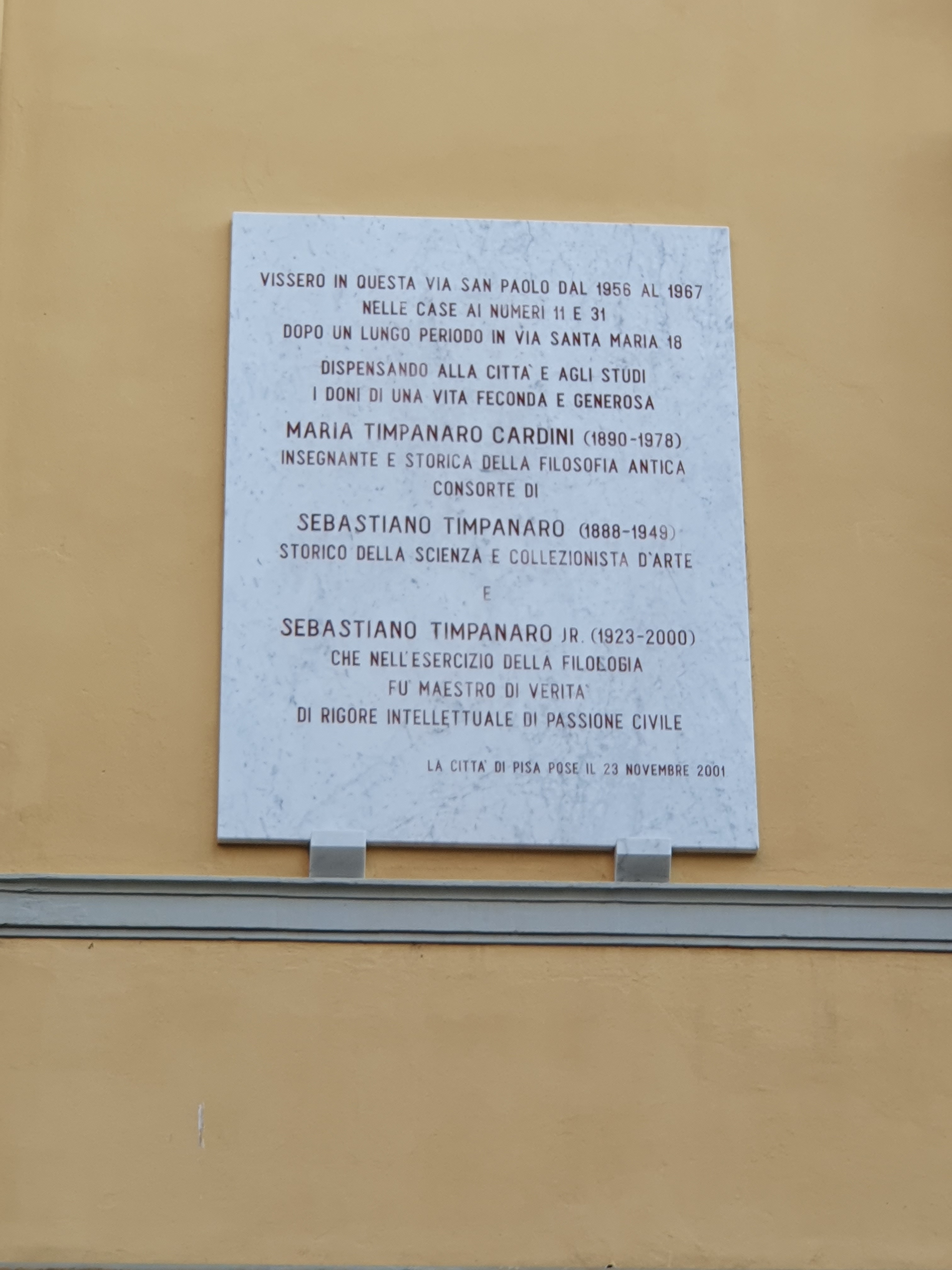
Lapide che commemora le vicine case di Pisa dove vissero Sebastiano Timpanaro senior, Maria Timpanaro Cardini e Sebastiano Timpanaro junior (Pisa, via San Paolo 13)

Si laureò in filologia greca a Napoli e, nel 1914, soggiornò brevemente a Berlino per studiare con Ulrich von Wilamowitz-Moellendorff e Hermann Diels. Attiva per diversi anni come poetessa dadaista, fu in contatto, tra gli altri, con Tristan Tzara, ma abbandonò definitivamente l'attività poetica attorno al 1920. Professionalmente, lavorò sempre come insegnante di liceo, dapprima a Parma, dove incontrò suo marito Sebastiano Timpanaro senior, poi in una scuola privata fiorentina e, infine, a Pisa. Dopo la seconda guerra mondiale fu attiva in politica locale nelle file del Partito Socialista Italiano, occupandosi in particolare delle scuole materne non religiose di Pisa. Si guadagnò  riconoscimenti nazionali e internazionali come editrice e traduttrice di raccolte di frammenti sofistici e pitagorici, di testi pseudo-aristotelici e di opere di Proclo, oltre a pubblicazioni sulla storia della scienza antica. Eseguì la prima traduzione italiana del Sidereus nuncius di Galileo Galilei.
Il suo fondo letterario è gestito dalla Biblioteca della Scuola Normale Superiore di Pisa.

## Opere
- I Sofisti. Frammenti e testimonianze. Traduzione, prefazione e note, Bari, Laterza, 1923.
- Galileo Galilei, Sidereus nuncius, Traduzione con testo a fronte, prefazione e note, Firenze, Sansoni, 1948.
- Pitagorici. Testimonianze e frammenti, 3 voll., Firenze, La Nuova Italia, 1958-64.
- Il «Cielo» di Aristotele, in: «Physis. Rivista Internazionale di Storia della Scienza», VI (1964).
- Pseudo-Aristotele, De lineis insecabilibus, Introduzione, traduzione e commento, Milano-Varese, Istituto editoriale cisalpino, 1970 («Testi e documenti per lo studio dell'antichità», 32).
- Proclo, Commento al I libro degli «Elementi» di Euclide, Introduzione, traduzione e note, Pisa, Giardini, 1978.
- Tra antichità classica e impegno civile, a cura di Sebastiano Timpanaro, Pisa, ETS, 2001.
- Pitagorici antichi. Testimonianze e frammenti, Milano, Bompiani, 2010.